# 松崎町
松崎町（日语：／ Matsuzaki chō */?）為位于靜岡縣伊豆半島西南部海岸的町。自然景觀豐富，并有溫泉，吸引了眾多觀光客。

## 圖片

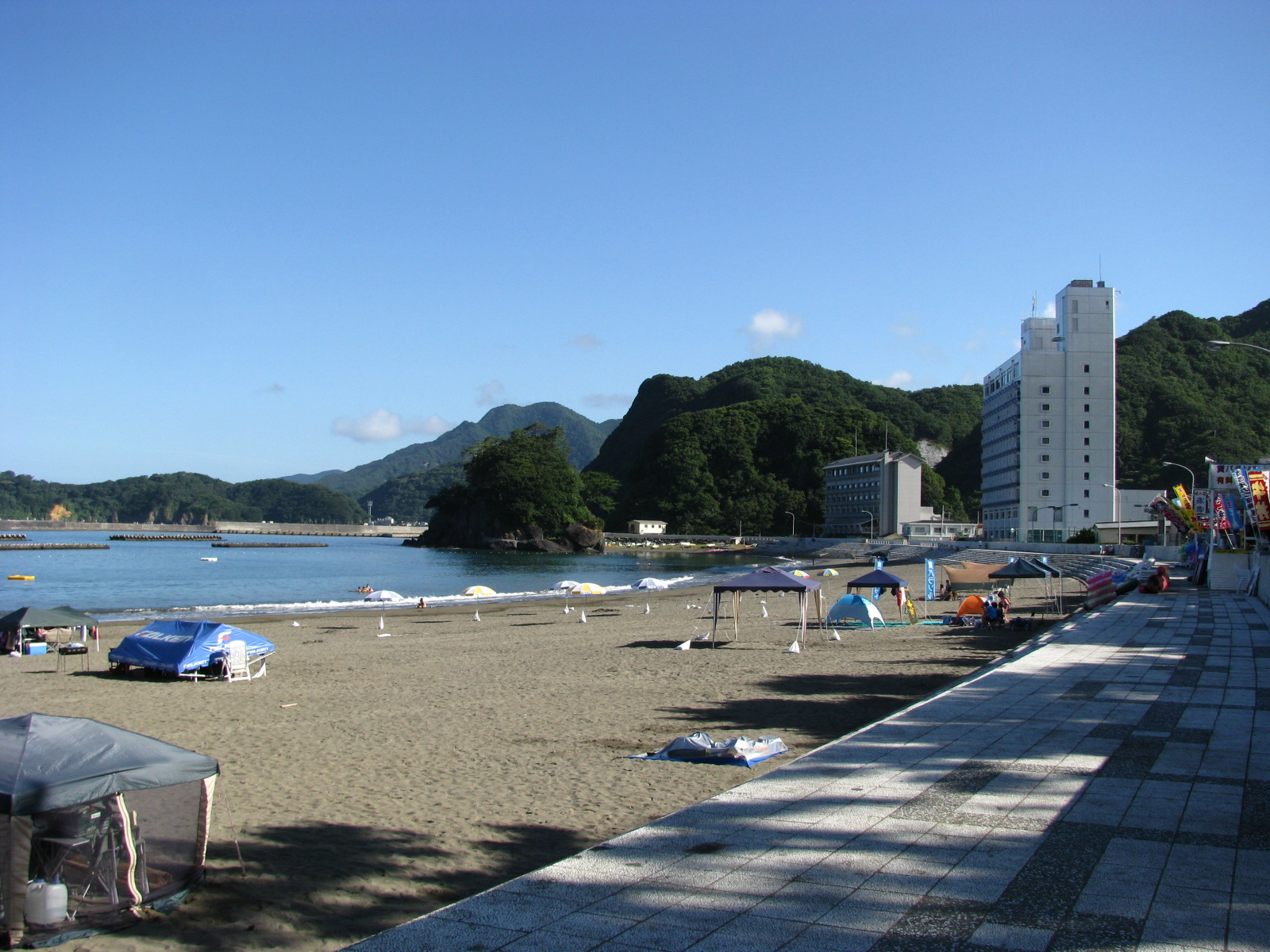
松崎海皮
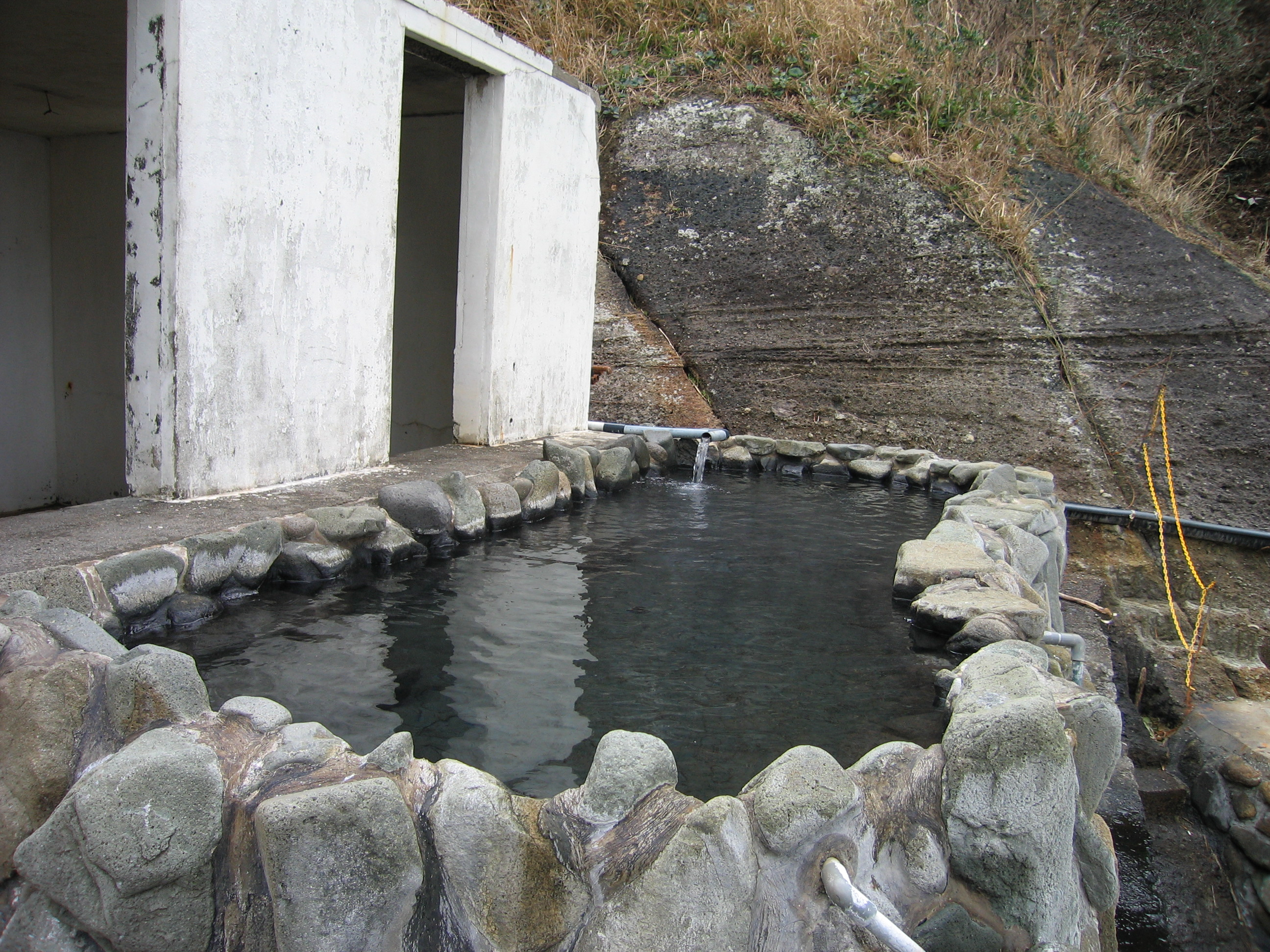
雲見溫泉
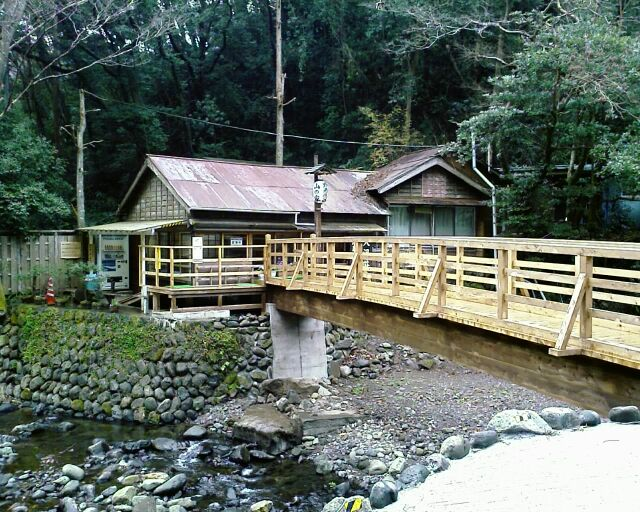
大澤溫泉
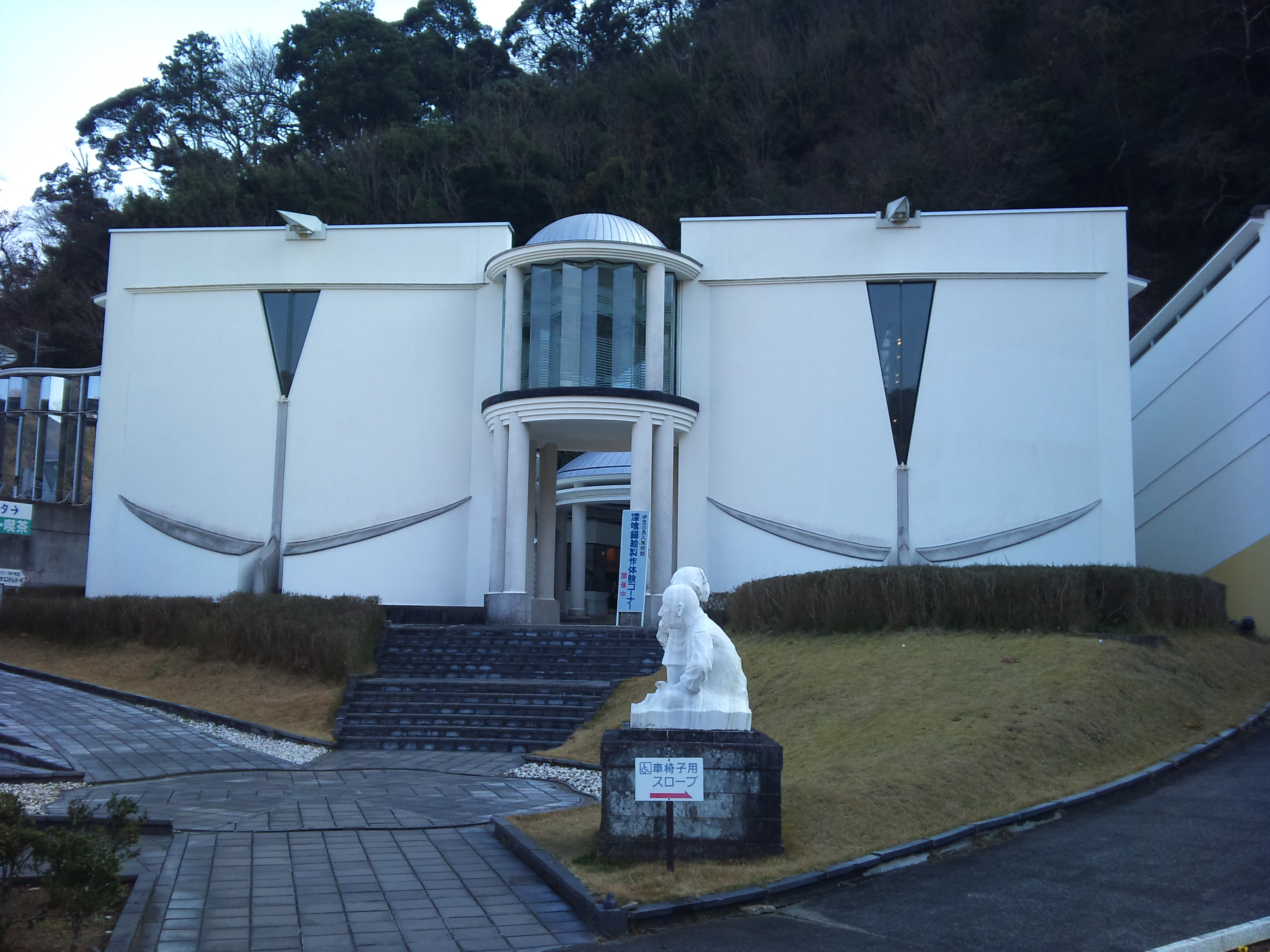
伊豆長八美術館
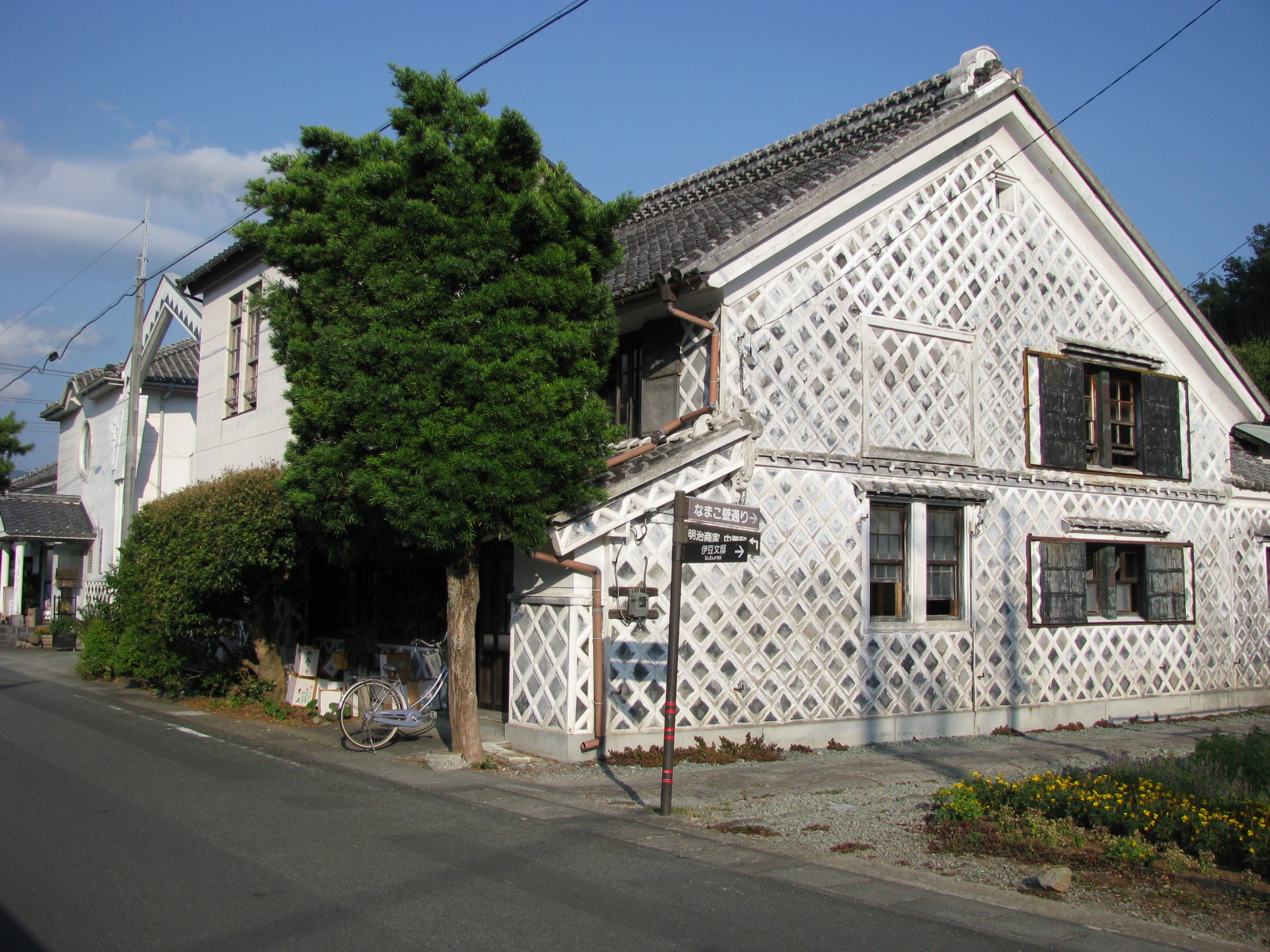
海參牆
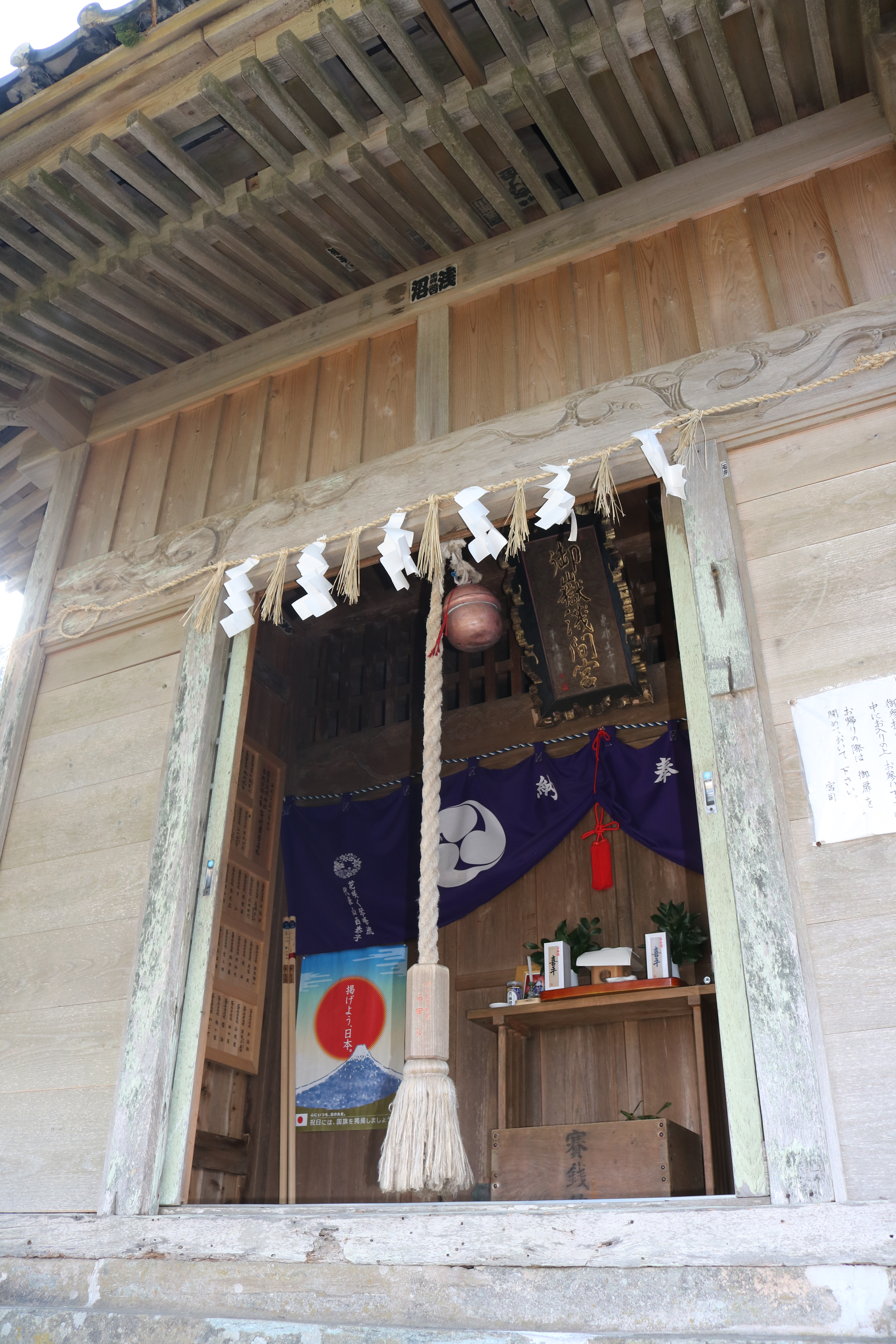
雲見淺間神社
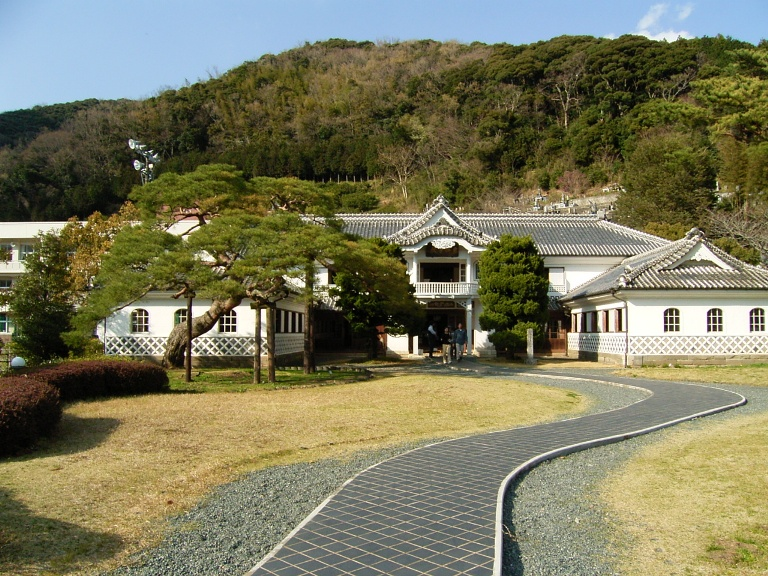
岩科學校
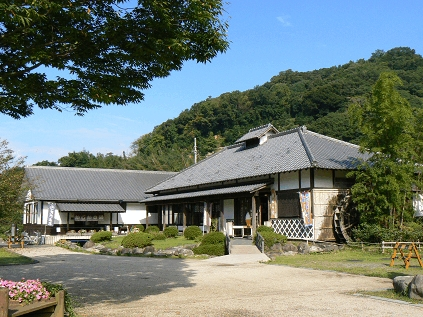
道之驛 花之三聖苑
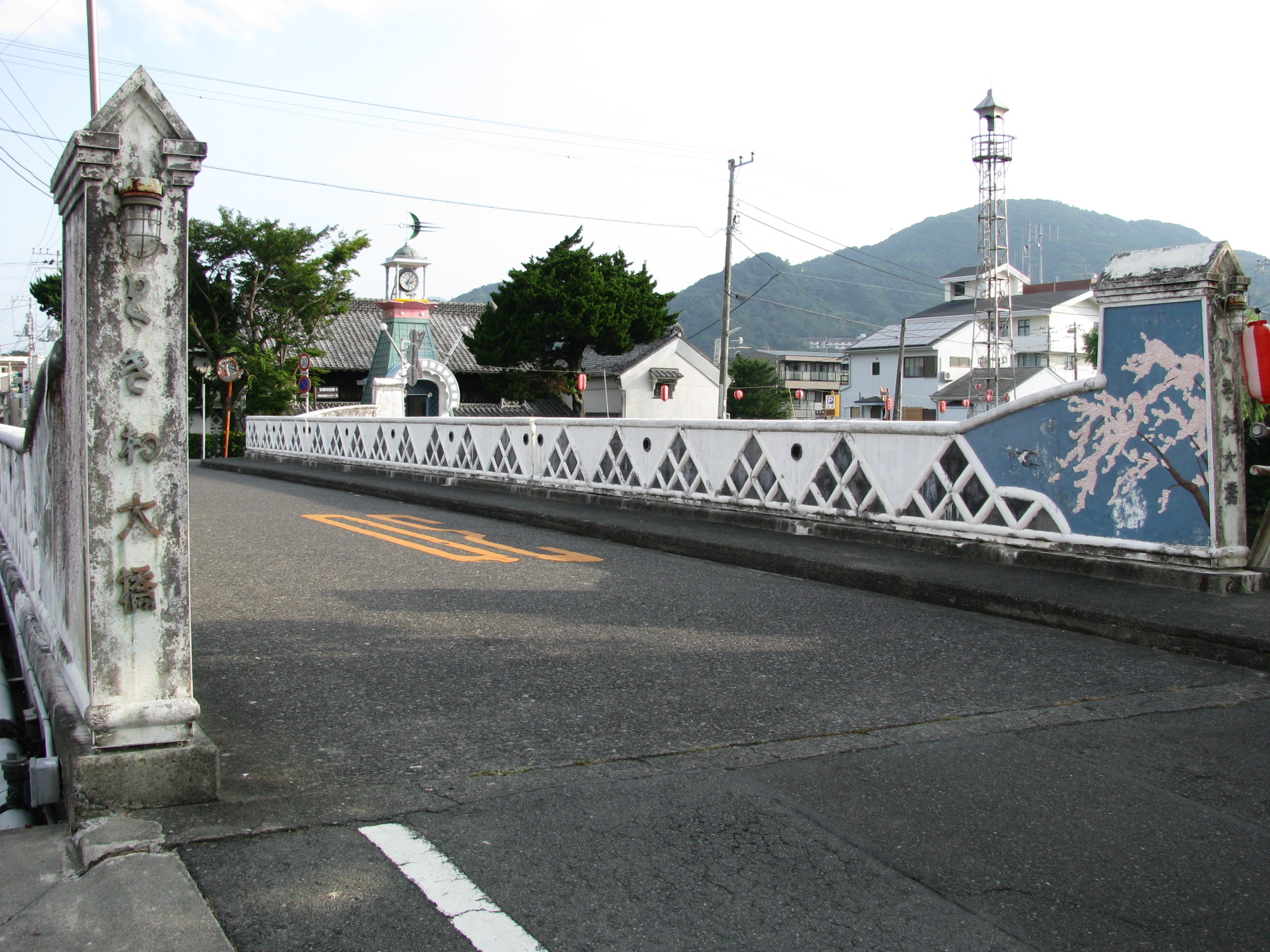
常盤大橋

## 外部連結
- 维基共享资源上的相關多媒體資源：松崎町
- OpenStreetMap上有關松崎町的地理
- 官方網站 （页面存档备份，存于） （日語）
- 松崎町觀光協會 （页面存档备份，存于） （日語）
- 維客旅行上的松崎町 （页面存档备份，存于） （日語）